# Boulevard du Lycée
Le boulevard du Lycée est une voie publique de la commune de Vanves, dans le département français des Hauts-de-Seine. Il suit la route départementale 50.

## Situation et accès

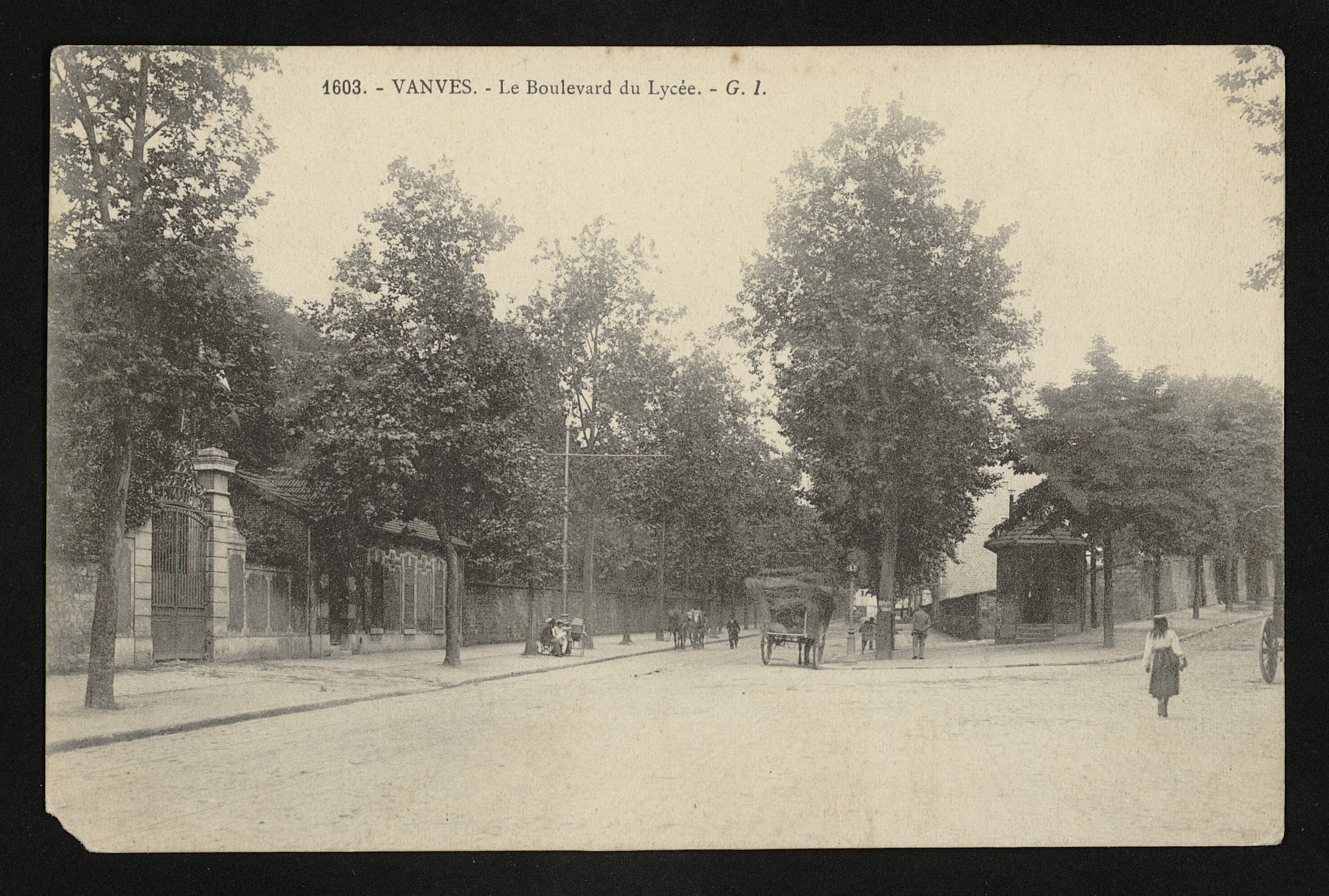
Le boulevard du Lycée vers 1900.

Ce boulevard est accessible par la station de métro Corentin-Celton, sur la ligne 12 du métro de Paris.
Il marque notamment le point de départ de l'avenue du Général-de-Gaulle, anciennement route de Clamart.

## Origine du nom
Le nom de ce boulevard provient du Lycée Michelet. Toutefois, afin de rendre hommage aux combattants de la bataille de Stalingrad, il porta le nom de boulevard de Stalingrad du 5 avril 1946 jusqu'après l’élection de René Plazanet en 1947.

## Historique

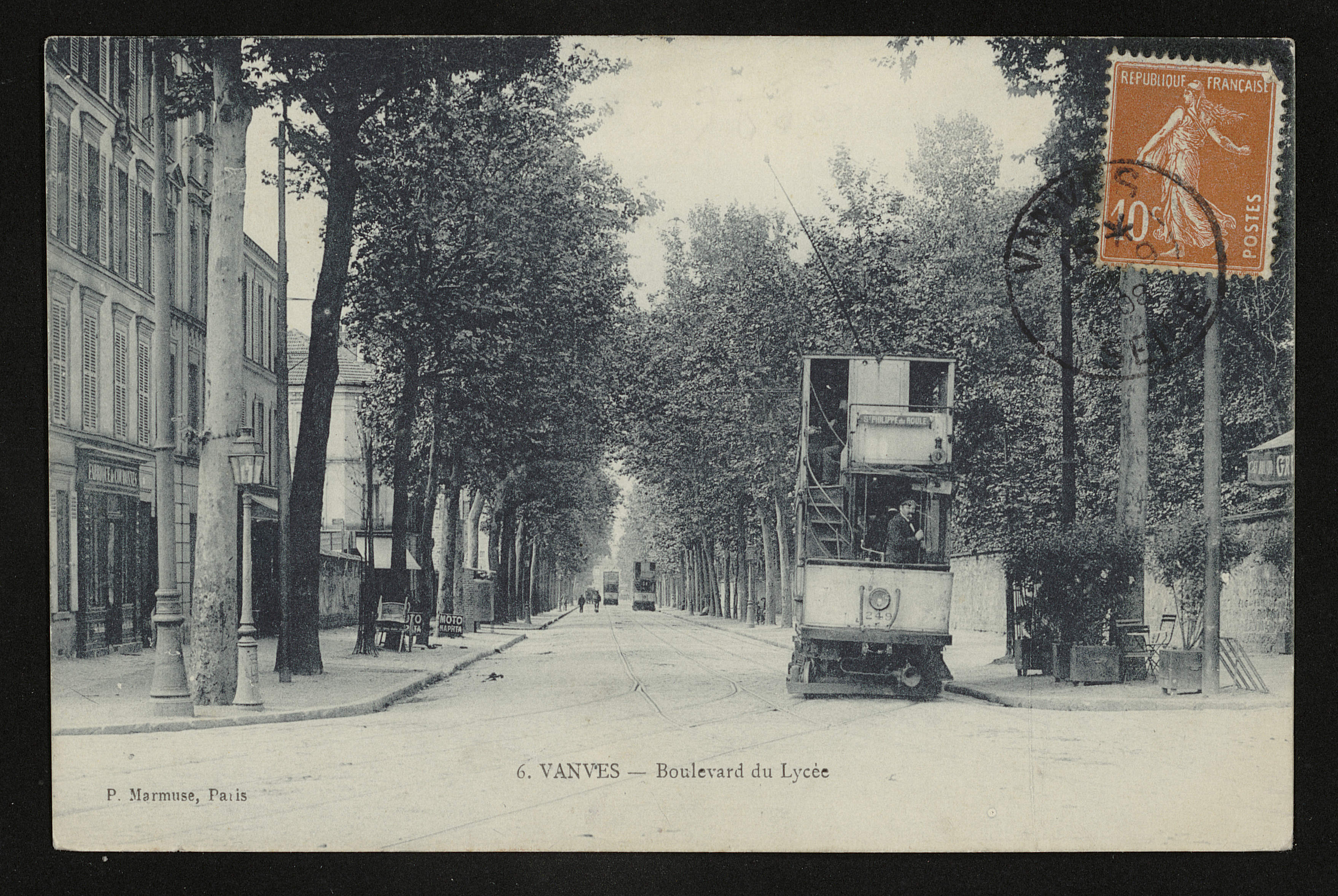
Vanves - Le boulevard du Lycée.

Le boulevard du Lycée longe l'emplacement de ce qui était le château de Vanves, probablement bâti vers le milieu du XVIIe siècle. Reconstruit en 1704, il est vendu comme bien national pendant la Révolution française, puis racheté en 1798 par le Prytanée français afin d'y créer un lieu d'enseignement. Après un agrandissement en 1859 et la construction d'une chapelle, l'établissement devient en 1864 le lycée du Prince-Impérial.
Au tout début du XXe siècle, il se trouvait à l'angle de l'avenue du Général-de-Gaulle un bureau d'octroi, partagé avec Issy-les-Moulineaux .
Dans le cadre d'un vaste plan d'urbanisme visant à desservir le fort d'Issy et la gare de Clamart, il est prolongé en 1867 vers l'ancienne mairie de la ville.

## Bâtiments remarquables et lieux de mémoire
- Lycée Michelet.